# 又吉直樹
又吉 直樹（またよし なおき、1980年〈昭和55年〉6月2日 - ）は、日本のお笑いタレント、小説家、俳優。お笑いコンビ・ピースのボケ担当。相方は綾部祐二。
大阪府寝屋川市出身。吉本興業（東京本社）所属。身長164 cm、体重58 kg。第153回芥川龍之介賞受賞。北陽高校（現・関西大学北陽高校）卒業。サッカーインターハイ大阪府元代表。

## 来歴
大阪府寝屋川市で、4歳年上と3歳年上の姉の下に生まれる。父は沖縄県名護市、母は鹿児島県奄美群島加計呂麻島の出身。比較的貧しい家庭で育ち、家族で焼肉店に食事に行っても「焼肉2枚でお腹一杯だから」と母や祖父が無理をして子供たちに食事を譲り、子供たちもそれを分かっていて親に「お茶漬けでお腹一杯」と食事を譲る、といった生活をしていた。親がクリスチャンだったため、幼少時は教会学校に通っていた。
小学生の頃から（寝屋川市立啓明小学校）サッカーを始めた。後のお笑い芸人志望、
文筆家、文化人となる物書き能力の現れは、小学4年の時、中学へ行った姉たちへの教室内コントの台本を、毎週1回書き上げていた所に見られる。中学校は寝屋川市立第五中学校に通い、高校時代は関西の強豪である北陽高校（現在の関西大学北陽高等学校）サッカー部に所属。利き足が左足であるため、左のウィングバックをやっていた。3年生の時は副キャプテンも務め、また大阪府代表としてインターハイにも出場している。寝屋川市立第五中学校の同級生には難波横山がいた。1999年（平成11年）にNSC東京校の5期生として入学。大阪府出身でありながら東京NSCに入学した理由は、高校サッカー部の監督が吉本興業にも顔の利く人物であり、大学推薦を断ってお笑いの道を目指していることが判明するのを恐れたためである。お見送り芸人しんいちは同じ高校の出身でサッカー部の後輩でもある。
2003年（平成15年）夏まで中学校時代からの仲でもある原偉大と「線香花火」というコンビで活動。M-1グランプリ2002では準決勝に進出するほど実力を認められていたものの、程なくして解散。その後はトリオを組む予定だったが、同期で仲の良かった綾部祐二に強引に誘われる形でピースを結成し、現在に至る。
2015年（平成27年）自身が書いた小説『火花』で新人小説家の登竜門・芥川賞を受賞。お笑い芸人での受賞者としては、史上初の快挙となった。会見では異例づくめで通常15分ほどで終了するところ、メディアからの希望で急きょ又吉のために2度目の会見が開かれ、トータルで2時間ほどの長丁場となった。
芥川賞受賞をきっかけに、文化人としてもメディアの注目を浴び単体での活動が多くなっていく。同年、GQ Men of the Year 2015を受賞。2016年4月から日本テレビ系『NEWS ZERO』の月1回の新キャスターに就任。
一方、ピースとしての活動は芥川賞受賞をきっかけに減少し、又吉の活躍の陰で存在感が薄くなった綾部がタレントとしての拠点をニューヨークに移した。これに伴い、コンビ活動は2017年4月以降休止しているが、現在もピンの芸人・タレント・文化人としてメディアに登場する際は「ピース 又吉直樹」の名義を使用する。芸人としての活動は主にコント作家として継続しており、ライブ「実験の夜」、ユニットコント「さよなら、絶景雑技団」、YouTubeチャンネル「渦」の主宰として、かつて共同生活をしていた児玉智洋（サルゴリラ）、向井慧（パンサー）をはじめ、ライスや好井まさお（井下好井）など仲の良い後輩たちとともに活動している。
2020年3月6日、ねやがわPR大使に就任。
2021年3月7日、東京大学と吉本興業の共同によって「笑う東大、学ぶ吉本プロジェクト『東大吉本対話』」と銘打って行われるオンライン特別講義シリーズの第一弾「言葉力が世界を変える？」において、東京大学佐藤健二副学長（専門：歴史社会学、メディア論）と組んで「言葉の力」をテーマにした対談を行い、その模様がネット配信された。

## 人物
世間では、物静かで温厚というイメージが強いが、相方の綾部や特に親交の深い大悟（千鳥）によれば、非常に頑固で、筋の通らないことには、すぐ怒る性格とのこと。後輩のしずるは、かなりの負けず嫌いという一面も語っている。
2016年に放送された『雨上がり決死隊のトーク番組 アメトーーク!』の中で、嫌いなものとして皆で食べる「鍋」を挙げている。当人曰く、理由は「多人数で食べる時に気を使う料理」であるため「周りに気を使うあまり、メインの肉を食べることが出来ず、野菜ばかりを食べてしまう」とのこと。さらに、灰汁にも言及し、恐ろしいものだと述べた。そして、多人数で食べる際、鍋奉行はからかわれるので悲しい存在だと述べ、「鍋マエストロ」「鍋パフォーマー」と呼べば、ポジティブな存在になるとも語った。

### 趣味
趣味は、散歩・読書・音楽鑑賞。計3,000冊以上の本と2,800枚以上のCDを持っている。活字が躍りだす夢を見るほどの読書家。好きな作家として、太宰治、京極夏彦、坂口安吾、芥川龍之介、古井由吉、中村文則、田丸雅智等を挙げている。「太宰治ナイト」「松尾芭蕉ナイト」などのイベントを主催している。また同人誌即売会「文学フリマ」に足を運ぶこともある。携帯の待受け画面は太宰治（昔は正岡子規だったこともある）で、以前に三鷹市下連雀の築60年以上の風呂なしアパートに住んでいた時期があったが、過去に読んだことのある「太宰の家から吉祥寺への行き方」と同じであったため三鷹図書館で詳細に調べてみると、その住所が太宰家の旧住所にあたることが判明した。
また、太宰治とはもう1つ不思議な縁があり、沖縄に住む祖母の家が大塚製薬から販売されている『MATCH』のCMのロケ地として使われた事を親から知り、パソコンで大塚製薬のホームページから観たところ、手越祐也演じる主人公は太宰治の『走れメロス』をモチーフとしており、『又吉』の表札が『太宰』になっていた。家の中も玄関も又吉の祖母の家であり、CM製作者側も、又吉の祖母の家とは知らず撮影したという。
影響を受けた芸人はダウンタウン、間寛平。ダウンタウンに関しては太宰治以上に衝撃を受け、両者は似ていると思い「ダウンタウンさんには思春期の頃、とんでもない影響を受けたと思います」と語っている。
創作活動の原点となるほど影響を受けたという吉田拓郎を最も好きなミュージシャンとして挙げており、そのほかにも友部正人、くるり、遠藤賢司、サンボマスター、真心ブラザーズ、ハンバート ハンバート、凛として時雨等を挙げている。なお、凛として時雨のフロントマン・TKのソロプロジェクトである「TK from 凛として時雨」の4thアルバム『彩脳』の収録曲「copy light」では作詞の監修を行い、同曲のミュージックビデオにも出演している。
寺社巡りが趣味としても知られ、しばしばひとりで寺社参拝をしている。神保町に神保町花月が開設される前から同地に足しげく通っており、現在でも古本屋巡りなどをしている。過去に1度古本屋の店主などと並び「神保町の10人」に選ばれたことがある。

### 容姿・ファッション
髪型は肩に掛かる程度の長髪でワンレングス。パーマをかけてウェーブを出している。普段は長髪を頭頂部もしくは後頭部で括っている。ピース結成当初は短髪で、現在の髪型に落ち着いたのは2008年頃である。
プライベートでは、和服を着ることがある。古着を含む服が好きで、2010年（平成22年）よしもとオシャレ芸人ランキング男性芸人部門では第2位、2011年では第1位にランキングされ、ドン小西から褒められるなど、東京吉本若手のオシャレ番長的扱いを受けている。特に好きなファッションブランドはフラボア。
LLRの伊藤智博が、神保町花月公演「月見草」の脚本を書くにあたって死神のことを調べた際、「死神と呼ばれる著名人一覧」に又吉の名前があるのを発見した。また、その一覧にはハリセンボンの箕輪はるかも名を連ねていたが、「又吉から死神の鎌を譲り受けた」というエピソードが添えられていた。また、そのような容姿であることからオール巨人に薬物乱用を疑われたこともある。
2015年、第28回日本メガネベストドレッサー賞・芸能人部門（男性）を受賞。
雑誌の表紙モデルを務めた経験がある。
- GOODA 2015年3月号
- AERA 2015年6月1日号
- ダ・ヴィンチ 2015年7月号
- Men's JOKER 2015年11月号

## 作家活動
線香花火としてデビューして2年経った頃、吉本興業の広報誌『マンスリーよしもと』で若手芸人がコラムを書いて競い合うというコーナーで、文章を書くこととなった。それが初めて活字になった原稿だった。当初は10回優勝したら単独連載誌面を貰えるという話だったが、10回優勝しても扱いは変わらなかった。この連載は同誌が『マンスリーよしもとPLUS』にリニューアルするまで続いたが、最後まで無報酬だった。この連載は後に『東京百景』として出版される。
プロの作家や演出家が芝居を作り、芸人が演じるというコンセプトの神保町花月の劇場に出演しており、そのピース主催の初公演の際、準備不足から大失敗に終わる。もう二度とやりたくないと思い劇場側と何度か押し問答があった末、自分で脚本を書くことを勧められ『凛』（2007年12月）という芝居を書いた（2019年2月に映画化）。神保町花月で初めて、出演者が自ら脚本を書いた公演となった。その他に、『誰ソ彼』（2008年5月・6月）、『ある風景』（2009年7月）、『咆号』（2010年8月）という芝居を書いている。それまで文章はずっと携帯電話のメール機能を使って書いていたが、芝居を書く途中からパソコンを導入した。
2009年6月、知人の構成作家の紹介で知り合ったせきしろと共著で自由律俳句集『カキフライが無いなら来なかった』を刊行。これが又吉にとって、初の書籍となった。当時のピースはまだ全国的な知名度を得ているほどではなかったが、自由律俳句への取り組みや「太宰ナイト」の開催などにより、文学好きの変わった芸人がいるという評判が文壇に届き始める。同時期に西加奈子の短編集『炎上する君』の帯を書いてほしいという依頼を受けたり、中村文則と話す機会を得るなど、他ジャンルの才能豊かな人たちが自身の表現を面白いと評価してくれたことが大きな自信になった。2010年12月、続編である『まさかジープで来るとは』を発表。2011年11月、初めての単著『第2図書係補佐』を刊行。これは、2006年3月に出来たヨシモト∞ホールに置かれていたフリーペーパー『Y∞H!』で連載されていたものを文庫オリジナルという形で出版したものである。2012年には俳人の堀本裕樹とともに雑誌『すばる』で『ササる俳句 笑う俳句』を連載、それに加筆、書き下ろし原稿を加えたものが、2015年に『芸人と俳人』として、集英社より刊行された。
『マンスリーよしもと』、『Y∞H!』での連載をきっかけに、他の媒体からも執筆の依頼を受けるようになった。初めての依頼は、松尾スズキ責任編集の雑誌『hon-nin』で2007年6月より始まったコラム「大至急本人を!」だった。2009年9月、『マンスリーよしもと』が『マンスリーよしもとPLUS』にリニューアルされ、エッセイ「東京百景」を連載開始。『マンスリーよしもとPLUS』が2013年4月に休刊となったため、短時間で文章を書き下ろし、2013年8月に書籍化された。
2010年4月、単行本『MAGIC BOYS 〜マジシャンたちの肖像〜』に短編処女小説「夕暮れひとりぼっち」が掲載された。
EXITの兼近大樹は又吉の本を読んだ事が切っ掛けでお笑い芸人を目指した。後に作家デビューしている。

### 『火花』
2015年1月7日、『文學界』2月号に初の中篇小説『火花』（230枚）を発表し純文学デビュー。又吉の作品の掲載効果により『文學界』2月号の累計部数は発売2日後で4万部に達する。同誌が1933年の創刊以来初となる重版がかかるほどの話題作となる。同年3月11日、文藝春秋より『火花』の単行本が発売。発売直後から版を重ね、3月16日時点で計35万部に達した。カバーは25歳の画家・西川美穂が2011年に描いた作品「イマスカ」。これは又吉が一目見るなり気に入り、採用された。3月14日、TBS『王様のブランチ』のブックランキングコーナーの特集に出演し、本作について「共感できなくても芸人の世界を理解してほしい。」と語っている。
4月22日、第28回三島由紀夫賞候補に挙げられた。5月14日に行われた選考会では、受賞作『私の恋人』（上田岳弘）との決選投票に持ち込まれたが、3対2で敗れて受賞を逃した。選考委員の辻原登は、「落ちるはずのない作品が落ちた。2作受賞でも良かった」と述べている。
6月11日、電子書籍版が発売。
6月19日、第153回芥川龍之介賞の候補に挙げられる。7月16日、本職「お笑いタレント」として初の芥川賞を受賞した。
単行本の累計発行部数は239万部を突破した。村上龍の『限りなく透明に近いブルー』を抜き、芥川賞受賞作品として歴代第1位、文藝春秋刊行物として歴代第2位の単行本部数となった。また、電子書籍版は10万ダウンロードを突破し、文藝春秋刊行物として歴代第1位となった。
芥川賞受賞作2作品を全文掲載し、受賞者インタビューや選考委員の選評も掲載される『文藝春秋』9月特別号（8月7日発売）の発行部数は110万3000部で、綿矢りさ『蹴りたい背中』、金原ひとみ『蛇にピアス』の掲載された2004年3月号の118万5000部に次ぐ、同誌の歴代第2位の記録となった。
8月21日に芥川賞贈呈式が開催され、あいさつでは執筆活動と芸人の両立について「どっちが上ではなく両方必要」と述べた。
8月27日、有料動画配信のNetflixと吉本興業によって映像化されることが明らかになる。2016年にNetflixによって独占配信される。
出身校の関西大学北陽高等学校（大阪市）のサッカー部に、芥川賞の賞金100万円で製作したユニホームを寄贈した。
Yahoo!検索大賞 2015では、パーソンカテゴリーの作家部門賞を受賞し、カルチャーカテゴリーの小説部門賞では「火花」が受賞した。

## 出演
コンビでの出演歴についてはピース (お笑いコンビ)を参照。

### テレビ

#### これまでのレギュラー番組
- ほっとするわ（関西テレビ、2014年1月 - 2024年3月） - ナビゲーター
- Eテレ0655（NHK Eテレ、2014年9月1日 - ） - おはようソング「きょうの選択」出演
- タイプライターズ〜物書きの世界〜（BSフジ・フジテレビ、2015年6月26日 -  ） - 進行役：又吉直樹×加藤シゲアキ
- ミライ☆モンスター（フジテレビ、2014年4月6日 - ） - 準レギュラー
- 又吉直樹のヘウレーカ!（NHK Eテレ、2018年4月4日 - 2021年3月24日） - 進行役、冠番組
- 新美の巨人たち（テレビ東京、2019年4月 - ） - Art Traveler
- キャサリン→キャサリン三世（関西テレビ、フジテレビ系列、2012年4月 - 2013年9月）
- オイコノミア（NHK Eテレ、2012年4月 - 2018年3月21日） - 進行役
- NEWS ZERO（日本テレビ系列、2016年4月27日 - 2018年9月26日）※月1回出演 - キャスター
- 又吉直樹の椿説ぶらり名作百景（NOTTV1、2016年1月26日 - 2016年3月29日 ） - 進行役、冠番組
- おきなわMOSAIC（琉球放送、2019年6月26日） - 進行役[69]
- 追跡LIVE! Sports ウォッチャー（テレビ東京、2017年4月 - 2018年4月） - ピンでのレギュラー出演
- 又吉・せきしろのなにもしない散歩（BSよしもと、2022年3月23日 - ） - 冠番組
- お願いランキングそだてれび「異国晩酌酒肴」（2023年10月31日 - 、テレビ朝日）[70]

#### 特番
＊MCもしくはメインキャスト
- おやすみ日本 眠いいね!（NHK総合、2012年1月 - ）※不定期特番 - 進行役：宮藤官九郎×又吉直樹
- スカパー! FM579 presents『スズコウ★ナイト』（BSスカパー！）
  - スズコウ★ナイト（2017年11月13日・27日） - 進行役[71]
  - スズコウ★ナイト2（2018年6月11日・25日） - 進行役[72]
  - スズコウ★ナイト3（2019年3月4日・18日） - 進行役
- 樹木希林さん特別番組 おもしろうて、やがて不思議の、樹木希林（テレビ朝日、2019年9月10日）
- すっちー又吉の哀歌～人生どん底で聴いた曲～（ABCテレビ、2020年1月2日） - 進行役、冠番組[73]
- 知られざる国語辞書の世界 （BSジャパン、2012年3月23日） - 司会
- 又吉直樹のザ太宰TV～太宰を語れば火花が飛ぶぜ!（チャンネルNECO、2015年5月31日・6月7日、2016年1月2日） - 進行役、冠番組
- 燃えよ空想 シェイクスピアゲーム（NHK BSプレミアム、2015年6月2日・16日）
- 100分de名著 太宰治『斜陽』（NHK Eテレ、2015年9月23日・24日）
- ピース又吉のふみコミ苑（日本テレビ、2015年9月27日） - 進行役、冠番組
- 又吉直樹のマンガ・ジャーニー（NHK-BS、2015年11月25日） - 進行役、冠番組
- このミステリーがすごい!ベストセラー作家からの挑戦状（TBS系列、2014年12月19日、2015年11月30日 ）※年1特番 - 進行役
- 1万人の第九〜サワコ・又吉のクラシックなんて怖くない♪（TBS、2015年12月23日） - 進行役、冠番組
- 第66回NHK紅白歌合戦（NHK総合・ラジオ第1、2015年12月31日） - 審査員
- 文系なごやかバラエティ 大吉又吉（CBCテレビ、2016年7月1日）
  - 文系おもしろバラエティ 大吉又吉（CBCテレビ、2017年1月20日）
- Toshl Cafe 客は又吉〜こだわりのメニューを作る旅〜（フジテレビ、2016年10月5日） - 冠番組
- 又吉大吉の眠れない夜を乗り越えて（朝日放送テレビ、2017年1月2日）- 進行役
- 徳井又吉の哀れエレジー（朝日放送テレビ、2019年8月14日）
- 生前葬TV-又吉直樹の生前葬のすゝめ-（BS12、2020年3月8日）
- 又吉先生、ココで新作どうですか!?勝手に大分ロケハン旅!（テレビ大分、2021年9月11日）
- 遠回りな答え（日本テレビ、2022年9月23日）- 進行役
- 知らないのは主役だけ（フジテレビ、2023年10月9日）- MC[74]
- 10人の天才（読売テレビ・日本テレビ系列、2024年6月20日）- 進行役[75]
- 又吉教授の偏見大学 たぶん◯◯学科（日本テレビ、2025年3月24日）[76]

### テレビドラマ
- 大奥〜誕生［有功・家光篇］ 第7話（TBS、2012年11月23日） - 隆光 役
- 水木しげるのゲゲゲの怪談「不死鳥を飼う男」（フジテレビ、2013年8月31日） - 主演・尾崎落葉 役
- 神様のベレー帽 〜手塚治虫のブラック・ジャック創作秘話〜（関西テレビ、2013年9月24日） - 赤塚不二夫 役
- ドクターX〜外科医・大門未知子〜 第2話（テレビ朝日、2014年10月16日） - 風間彰二 役
- このミステリーがすごい! ベストセラー作家からの挑戦状（TBS、2014年12月29日） - 小森マタ 役
- ほんとにあった怖い話 夏の特別編2015 「つきあたりの家族」編（フジテレビ、2015年8月29日） - 高山紀夫 役
- 別れたら好きな人 第5話 (フジテレビ、2015年10月2日)
- 坊っちゃん（フジテレビ、2016年1月3日） - 夏目漱石 役[77]
- 吉祥寺だけが住みたい待ちですか?（テレビ東京、2016年10月15日 - 12月24日） - 本人 役[78]
- 大河ドラマ（NHK） 
  - 西郷どん（2018年） - 徳川家定 役[79]
  - べらぼう〜蔦重栄華乃夢噺〜（2025年） - 宿屋飯盛 役[80]
- 土曜プレミアム「世にも奇妙な物語 '21夏の特別編」（フジテレビ、2021年6月26日） - 岩屋賢太郎 役[81]
- ファーストステップ～世界をつなぐ愛のしるし（BSよしもと、2022年3月27日）- ナビゲーター 役[82]
- WOWOWオリジナルドラマ 椅子 第5話「まぼろしの」（WOWOW、2022年6月24日）[83]
- 連続テレビ小説 舞いあがれ! 第3週 - 最終週（NHK総合、2022年10月 - 2023年3月） - 八木巌 役[84][85]
- 藤子・F・不二雄 SF短編ドラマ『メフィスト惨歌』（NHK BSプレミアム・NHK BS4K、2023年4月9日） - 主演・高木健 役[86]

### 配信ドラマ
- 季節のない街（2023年8月9日、ディズニープラス『スター』） - ホームレス父 役[87]

### ドキュメンタリー
- 仕事ハッケン伝（NHK総合、2011年6月9日）｢ピース又吉×コンビニ業界｣※メイン密着(コメントゲストに綾部)
- 課外授業 ようこそ先輩（NHK総合、2013年2月23日）「暗くたって　いいじゃないか！」 [88]
- ファミリーヒストリー ハワイに渡った祖父の軌跡（NHK総合、2013年11月1日）
- 又吉直樹、島へ行く。母の故郷〜奄美・加計呂麻島へ（BSジャパン、2014年3月8日） - 旅人
- 又吉直樹 遠野一景（岩手めんこいテレビ、2014年12月30日） - 旅人
- 情熱大陸（毎日放送制作・TBS系列、2015年7月19日）
- Face To Face 又吉直樹〜人間観察が生む想像力〜（NHK総合、2015年7月20日）
- ザ・ドキュメンタリー 芥川・直木賞と文学界の今（BS朝日、2015年9月30日）
- 小さな旅 東京SP（NHK総合、2015年10月30日）
- インタビュー ここから「芸人・作家 又吉直樹」（NHK総合、2015年11月23日）
- 日本のチカラ 「未来へはばたけ!僕らのメガネ〜日本一の鯖江から世界へ〜」（テレビ朝日系列、2015年11月29日）
- 又吉直樹 神の島を行く〜宗像大社と出光佐三〜（RKB毎日放送、JNN系列、2015年12月13日）
- NHKスペシャル（NHK総合、2017年2月26日）「又吉直樹 第二作への苦闘」 [89]
- これが無いなら来なかった〜又吉直樹の宮古島〜（Amazonプライム、2017年3月31日から配信（全2回）、2024年6月にBSよしもとでも放送） - 旅人
- クローズアップ現代+（NHK総合、2018年10月16日）「いじめ 非正規 恋…　歌に託した人生 〜ある歌集・異例のヒット〜」歌集 滑走路の解説

### ラジオ
- ピース又吉の活字の世界（2012年10月3日 - 2013年3月27日、ニッポン放送）
- ラジオシアター〜文学の扉（TBSラジオ）
  - 「人間失格」（2014年6月8日）
  - 「恥」（2014年6月15日）
  - 「桜桃」（2015年1月18日）
  - 「ヴィヨンの妻」（2015年1月25日）
- 渋谷のナイト（2016年4月 - 、渋谷のラジオ）[90]
- やしろと又吉　ひとりの夜に（2016年8月12日、2017年8月18日、2017年12月27日、NHK-FM）
- 特別番組『又吉直樹 〜イヤホンで聴くラジオ』（2017年5月14日19:00-20:00、TBSラジオ）
- 又吉・児玉・向井のあとは寝るだけの時間（NHKラジオ第1） - 毎週月曜
  - （2016年5月3日・20:05 - 20:55） - 特番
  - （2016年8月11日・19:20 - 19:55、20:05 - 20:55） - 特番 〜夏の夜〜
  - （2017年4月24日 - 2018年3月26日・21:05 - 21:55） - 毎月、最終月曜レギュラーに昇格
  - （2017年8月10日・19:40 - 19:59、20:05 - 20:55、21:05 - 21:55） - 夏のスペシャル企画  〜ようこそ！僕たちのリビングへ〜
  - （2018年4月2日 - 2019年3月18日・20:05 - 20:55、21:05 - 21:55） - 隔週2時間の枠拡大
  - （2018年8月17日・21:30〜21:55） - 特別編 マジで旅する3日前！
  - （2019年4月1日 - 21:30〜21:55） - 毎週1回のレギュラー番組
- TOKYO FM特別番組松本隆50周年記念ラジオドラマ「恋人ができてしまったら、心を風街に閉じ込めて。」（2021年11月22日（21日深夜）、TOKYO FM） - 携帯ショップの店員 役[91]

### 映画
- 青い春（線香花火時代）
- ナイン・ソウルズ（線香花火時代）
- オムライス (2011年)
- タバコイ〜タバコで始まる恋物語〜（2013年） - 主演
- 舟を編む（2013年） - 戸川 役
- 海酒（2016年） - 主演 [92]
- 海辺の週刊大衆 (2018年) - 主演・僕 役
- 世界の終わりから（2023年4月7日）[93]
- MIRRORLIAR FILMS Season5「変哲の竜」（2024年5月31日） - 竜 役[94][95]
- 秒速5センチメートル（2025年10月10日公開予定） - 柴田治 役[96]

### 舞台
- 火花〜Ghost of the Novelist〜（2018年3月30日 - 4月15日、紀伊國屋ホール / 5月9日 - 12日、松下IMPホール） - 本人 役[97]
- 朗読会『葉葉葉』-わたしはあなたか-（2025年10月29日 - 31日〈予定〉、キリスト品川教会）[98]

### CM
- ZEUS（ロッテ）
- アフラック
- 味の素AGF（2014年 - ）ブレンディ・マキシム・マリーム篇等（テレビCMほっとするわ）
- BUYMA「世界を買える」扉篇、「又吉直樹×スニーカー」篇（2015年6月 - 、）[99]
- ソフトバンク（2015年）「お父さんとの出会い篇」「お父さんとの買い物篇」「MOON RIBAR篇」
- 中日新聞/東京新聞/北陸中日新聞（2016年）「2016年春夏・取材旅行篇」[100][101]
- 西武鉄道（2016年）[102]
- モンスターストライク「『幽☆遊☆白書』コラボ企画」（2016年）[103]
- ヤマダデンキ - シアワセにする、ぜんぶ「トータルブランド」篇（2019年）[104]

### 単独ライブ
- 太宰ナイト（年1回桜桃忌に開催・2009年 - 2019年）
- さよなら、絶景雑技団（不定期開催、2009年6月 - ）
- 又吉直樹主催〜実験の夜〜（ヨシモト∞ホール、月1開催・2012年1月 - ）
- 象牙の塔（不定期開催）共演：マンボウやしろ
  - マンボウやしろ･ピース又吉ライブ「象牙の塔215418」（新宿シアターモリエール、2015年4月18日）
  - マンボウやしろ･ピース又吉ライブ「象牙の塔215113」（ヨシモト∞ホール、2015年11月13日）
  - マンボウやしろ･ピース又吉ライブ「象牙の塔216212」（ヨシモト∞ホール、2016年2月12日）
- ピース又吉とジューシーズ児玉のトークライブ（よしもと沖縄花月、2015年11月8日）共演：児玉智洋（ジューシーズ）
- 『自作自演』（東京芸術劇場、2015年12月13日）共演：穂村弘（歌人）

### MV
- TK from 凛として時雨「copy light」（2020年4月15日）[105]
- 銀杏BOYZ「GOD SAVE THE わーるど」（2021年6月17日）[106]

## 著作

### 書籍

#### 小説
- 夕暮れひとりぼっち（「MAGIC BOYS 〜マジシャンたちの肖像〜」きんとうん出版 収録、2010年4月9日）- 短編処女小説
- そろそろ帰ろかな（別册文藝春秋12年5月号、2012年4月7日）- 短編
- 火花（文藝春秋 2015年3月11日 ISBN 978-4163902302 電子書籍有 / 2017年2月10日 文春文庫 ISBN 978-4167907822）- 初の中編作品
- 歩く望遠鏡（田丸雅智『たった40分で誰でも必ず小説が書ける超ショートショート講座 』キノブックス 収録、2015年12月22日 ISBN 978-4908059292）- 掌編、田丸とのトークショーにて即興で書かれた共作[107]
- 劇場（新潮社 2017年5月11日 ISBN 978-4103509516 / 2019年8月28日 新潮文庫 ISBN 978-4101006512）- 長編
- 人間（毎日新聞出版 2019年10月10日 ISBN 978-4620108438 / 2022年04月21日 角川文庫 ISBN 978-4048974202）
- 懐かしい部屋にあったもの（メルカリ公式Twitter（旧X） 2020年5月5日更新[108]） - 短編
- 渋谷とネガフィルム(「1と0と加藤シゲアキ」KADOKAWA 収録、2022年9月30日 ISBN 978-4041124574）- 短編
- 行列（「palmstories あなた」palmbooks 収録、2023年8月30日 ISBN 978-4910976013）- 掌編
- 生きとるわ（文學界2024年1月号 - 2025年3月号連載）- 長編

#### エッセイ
- 第2図書係補佐（幻冬舎よしもと文庫 2011年11月23日 ISBN 978-4344417694）- 又吉直樹ｘ中村文則巻末対談
- 夕暮れに鼻血（別册文藝春秋12年9月号、2012年8月8日）- 『月と散文』に収録
- 東京百景（ワニブックス 2013年8月26日 ISBN 978-4847091797 / 角川文庫 2020年4月10日 ISBN 978-4-04-896770-9）
- 夜を乗り越える（小学館よしもと新書 2016年6月3日 ISBN 978-4098235018）[109]
- 別冊カドカワ 【総力特集】又吉直樹（2017年11月22日 KADOKAWA ISBN 978-4-04-894786-2）
  - 「僕の好きな女の子」 Feat.のん[110]、「僕達はまだまだ途中だから」、「タトゥー」の3篇を収録
- 鈴虫炒飯（幻冬舎 2012年11月22日 ISBN 978-4344022911）
- 【改題】新・四字熟語（幻冬舎文庫 2015年1月14日 ISBN 978-4344423008）
- Q〜わたしの思考探究（1）（NHK出版 2011年2月23日 ISBN 978-4140814604）- Q3言葉とは何か（又吉直樹ｘ町田健）
- 世界は言葉でできている Book Edition （日本実業出版社 2012年10月24日 ISBN 978-4534050076）-  「世界は言葉でできている Book Edition」制作委員会。又吉は番組最多出場者
- オイコノミア ぼくらの希望の経済学（朝日新聞出版 2014年3月20日 ISBN 978-4022510839）- NHK Eテレ「オイコノミア」制作班との共著
- 又吉直樹のヘウレーカ!（扶桑社 2019年3月8日 ISBN 978-4594081669）- NHK Eテレ「ヘウレーカ!」番組制作班
- 月と散文（KADOKAWA 2023年3月24日 ISBN 978-4048971317）

#### 共著
- 芸人と俳人（堀本裕樹との共著）（集英社 2015年5月26日 ISBN 978-4087716122 / 集英社文庫 2018年7月20日 ISBN 978-4087457667）
- 往復書簡 無目的な思索の応答（武田砂鉄との共著）（朝日出版社 2019年3月20日 ISBN 978-4255011080）
- 書道家田中象雨[111] との共著
- カキフライが無いなら来なかった（せきしろとの共著）（幻冬舎 2009年6月26日 ISBN 978-4344420939 / 幻冬舎文庫 2013年10月10日 ISBN 978-4344420939）
- まさかジープで来るとは（せきしろとの共著）（幻冬舎 2010年12月16日 ISBN 978-4344421820 / 幻冬舎文庫 2014年4月10日 ISBN 978-4344421820）
- 蕎麦湯が来ない（せきしろとの共著）（幻冬舎 2020年3月12日 ISBN 978-4838730858）
- みんな十四歳だった! (新潮社 2012年9月28日) – よしもと芸人18名によるエッセイ集
- 冬の本（夏葉社 2012年12月12日）- 著名人84名によるエッセイ集
- 学校では教えてくれない 人生を変える音楽（夏葉社 2013年5月24日）- 著名人26名によるエッセイ集
- その本は（ヨシタケシンスケとの共著）（ポプラ社 2022年7月ISBN 978-4-591-17432-6）
- 1と0と加藤シゲアキ（2022年9月30日、KADOKAWA ）競作企画「渋谷と○○」- 加藤シゲアキ責任編集の書籍

#### 連載
- 「又吉蹴草紙」（ベースボールマガジン社『サッカーマガジンZONE』）2014年1月号 -
- 「服とは攻撃で、ときに自己防衛だ」（日之出出版『FINEBOYS』）2014年6月号 -
- 「又吉の幸せ製作所」 (小学館『DIME』) 2015年7月号 -
- 「ピースの又吉と申します。」（ジィー・コネクション『Zy.』）
- 「大至急本人を!」（太田出版『hon-nin』）
- 「又吉直樹のセンス」(カンフェティ『10のセンス』)2009年8月 - 10月
- 「憂鬱な夜を救ってくれる本といる」（キネマ旬報社『アクチュール（acteur）』）2011年3月号 - 2015年3月号
- 「確かにお前は大器晩成やけど!!」隔月WEB連載（キネマ旬報社サイト）2011年4月 - 全19回
- 「○○と思われたくない相談室」（集英社『MORE』）2012年1月号 -12月号
- 「ぼやっとした不安相談室」（集英社『MORE』）2013年1月号 -
- 「ササる俳句 笑う俳句」堀本裕樹との不定期連載（集英社『すばる (雑誌)』）2012年10月号 -
- 「第2図書係補佐外部活動」（メディアファクトリー『ダ・ヴィンチ』）2012年10月号 -
- 「きもの本逍遥」（プレジデント社『七緒』）vol.39(2014年) - vol.43

### 推薦・解説等
- 町田康「告白」（中央公論新社 2008年2月）帯文
- 西加奈子「炎上する君」（角川書店 2010年4月29日）帯文
- 太宰治「桜桃」 - 280円文庫（ハルキ文庫 2011年4月15日）巻末エッセイ
- 大橋裕之「シティライツ（1）」（講談社 2011年10月21日）帯文
  - 大橋裕之「シティライツ 完全版 下」（2018年4月）解説[112]
- 小池昌代「ことば汁」（中央公論新社 2012年1月21日）帯文
- 中村文則「何もかも憂鬱な夜に」（集英社 2012年2月17日）解説
- 堀本裕樹「十七音の海 俳句という詩にめぐり逢う」（カンゼン 2012年3月30日）帯文
- 花沢健吾「アイアムアヒーロー（9）」（小学館 2012年5月30日）帯文
- 中村文則「銃」（河出書房新社 2012年7月5日）帯文
- 堀本裕樹「いるか句会へようこそ! 恋の句を捧げる杏の物語」（駿河台出版社 2014年6月30日）推薦文
- 田丸雅智「海色の壜」（出版芸術社 2014年10月）帯文
- 星野源「働く男」（文春文庫 2015年9月）星野源×又吉直樹巻末対談
- 堀本裕樹「ねこのほそみち」（さくら舎 2016年4月6日）帯文
- 西加奈子「i」（ポプラ社 2016年11月30日）帯文
- ユウキロック「芸人迷子」（扶桑社 2016年12月8日）帯文[113]
- 堀本裕樹「俳句の図書室」（角川文庫 2017年4月25日）堀本裕樹×又吉直樹巻末対談
- さだまさし「ちゃんぽん食べたかっ!」（小学館文庫 2017年6月6日）解説[114]
- 西加奈子「サラバ!」（小学館文庫 2017年10月6日）解説[115]
- 草森紳一「随筆 本が崩れる」（中公文庫 2018年11月21日）帯文[116]
- 中森明夫「青い秋」（光文社 2019年10月22日）帯文[117]
- 二宮寿朗「鉄人の思考法1980年生まれ、戦い続けるアスリート」（集英社 2020年1月7日）又吉直樹×中村憲剛特別対談[118]
- 萩原慎一郎「歌集 滑走路」（角川文庫 2020年9月24日）解説[119]

### 映画
- 火花（2017年11月23日公開、監督：板尾創路、主演：菅田将暉、桐谷健太）
- 僕の好きな女の子（2019年4月21日公開、監督：玉田真也、主演：渡辺大知）※第11回島ぜんぶでおーきな祭 沖縄国際映画祭 上映作品
- 凜-りん-（2019年2月22日公開、監督：池田克彦、主演：佐野勇斗・本郷奏多）[120]
- 劇場（2020年7月17日公開、監督：行定勲、主演：山﨑賢人）[121]
- 半径1メートルの君〜上を向いて歩こう〜「真夜中」（2021年2月26日、KATSU-do）[122]　※脚本

### テレビドラマ
- 火花（2016年6月3日、Netflix / 2017年2月26日 - 4月30日、NHK総合 全10話、主演：林遣都）
- 小岩青春物語〜きみといた街角〜（2015年11月22日、日本テレビ『誰も知らない明石家さんま 史上最大のさんま早押しトーク』内ドラマ） - 脚本[123][124]
- ずっと笑ってた（2017年11月26日、日本テレビ『誰も知らない明石家さんま ロングインタビューで解禁!』内ドラマ） - 脚本[125]
- 誰も知らない明石家さんま（2018年11月25日、日本テレビ特別番組「誰も知らない明石家さんま3時間SP 初密着!さんま5つの謎を解禁!」内ドラマ） - 脚本[126]
- さんまが泣いた日（2019年12月1日、日本テレビ特別番組「誰も知らない明石家さんま 第5弾」内ドラマ）- 脚本[127]
- 又吉直樹×ドラマ×渋谷「許さないという暴力について考えろ」 （2017年12月26日、NHK総合）- 脚本[128]
- ドラマ＆ドキュメンタリー 不要不急の銀河（2020年7月23日、NHK総合 / 2020年9月26日、NHK BSプレミアム、主演：リリー・フランキー ）- 原作・脚本[129]
- WOWOWオリジナルドラマ　椅子（2022年5月27日 - 、WOWOW 全8話）- 作[130]

### 舞台
- 火花（2018年3月30日 - 5月12日、紀伊國屋ホール他、主演：観月ありさ）
- 凜（2007年12月、神保町花月）[131]

### DVD
- 平成ノブシコブシ 御コント（ライブ出演&作家として協力している）
  - 〜今宵の主役はどっちだ〜（2010年10月20日）
  - 〜徳井健太が滅!〜（2012年8月9日）
- アメトーーク!
  - vol.13 - 気にしすぎ芸人
  - vol.16 - 男子高芸人
  - vol.22 - 読書芸人
  - vol.23 - 女の子苦手芸人・芸人の新ルールを考えよう

### 個展
- 書遊展『月光心猿』 - 阿佐ヶ谷gallery「白線」（2009年9月19日 - 27日）
- 『月光心猿』〜田中象雨が書く又吉直樹の言葉〜 - 下北沢gallery「HIBOU HIBOU」（2011年10月11日 - 16日）

### 題字
- スポーツ報知 連載「あの時」（2016年）

### その他コンテンツ
- 失恋カルタ（2025年、読み札制作、絵札イラスト:たなかみさき）